# Список лучших альбомов США 1980 года (Billboard)
Список лучших альбомов США 1980 года (Billboard Year End Charts) — итоговый список наиболее популярных альбомов журнала Billboard по данным продаж за 1980 год.
Лучшим альбомом года по продажам стал «The Wall» английской рок-группы Pink Floyd, ставший 8-кратноплатиновым по тиражу к 1991 году. Диск 15 недель возглавлял хит-парад. С 1979 по 1990 гг было продано более 19 млн копий.

## История
| Место | Альбом                     | Исполнитель                      | Примечания            |
| ----- | -------------------------- | -------------------------------- | --------------------- |
| 1     | «The Wall»                 | Pink Floyd                       | 15 недель № 1         |
| 2     | «The Long Run»             | The Eagles                       |                       |
| 3     | «Off The Wall»             | Майкл Джексон                    | #1 R&B/Hip-Hop Albums |
| 4     | «Glass Houses»             | Билли Джоэл                      |                       |
| 5     | «Damn the Torpedoes»       | Tom Petty and the Heartbreakers  |                       |
| 6     | «Against the Wind»         | Bob Seger and Silver Bullet Band |                       |
| 7     | «In the Heat of the Night» | Pat Benatar                      |                       |
| 8     | «Eat to the Beat»          | Blondie                          |                       |
| 9     | «In Through the Out Door»  | Led Zeppelin                     |                       |
| 10    | «Kenny»                    | Кенни Роджерс                    |                       |